# Cándido Carrera
Cándido Carrera Estévez (Salvatierra de Miño, 24 de marzo de 1980) es un copiloto de rally español. Fue campeón del mundo júnior en 2012, campeón de España de rallyes de tierra y vencedor de la Peugeot 208 Rally Cup siempre con José Antonio Suárez como piloto.
Es uno de los copilotos españoles con más participaciones, más de 250, en pruebas nacionales e internacionales, con diferentes pilotos y vehículos. La lista de pilotos con los que ha competido es larga: Dani Sordo, José Antonio Suárez, Pepe López, Óscar Garre, Julio Borja, Daniel Alonso, Óscar Freire, Iván Raña, Álvaro Muñiz, Pablo Pazó, Melchor Caminal, Roberto Reiriz, Diego Cabanela, Amalia Vinyes, Delbin García, Luis Vilariño o Andrés Manzano, entre otros. Ha conseguido cinco podios en el campeonato del mundo siendo el quinto copiloto español que lo ha logrado tras Luis Moya, Marc Martí, Carlos del Barrio y Diego Vallejo.

## Biografía

### Primeros años
Comenzó su carrera de copiloto al lado de diversos pilotos locales gallegos. Pronto empieza a disputar pruebas sueltas del campeonato de España al lado de Óscar Garre a bordo de un Citroën C2 GT durante las temporadas 2005 y 2006. Consiguen una victoria en la Copa Citroën C2. Al año siguiente compagina su labor con Garre esta vez en un Peugeot 206 XS mientras copilota a otros pilotos como Andrés Manzano con el que participa en varias pruebas del nacional de tierra.
Al año siguiente Garre consigue ser piloto oficial Peugeot con el que disputa varias pruebas a bordo de un Peugeot 207 S2000 logrando dos cuartos puestos en La Vila Joiosa y Canarias como mejores resultados y terminan en la novena plaza de la clasificación final. En la temporada siguiente Peugeot abandona la competición y Garre se queda sin equipo mientras Carrera continúa prosigue su temporada alternando entre pilotos como Álvaro Muñiz, Roberto Reiriz, Pablo Pazó y el andorrano Albert Llovera.
En 2009 disputa un par de pruebas en Portugal con Antonio Pérez y Luis Vilariño. También con Samuel González, Julio Borja y debuta por primera vez al lado de José Antonio Suárez en pruebas del nacional. Con Suárez disputa un amplio programa durante la temporada 2010 en el campeonato de España de tierra y de asfalto. Logra su primera victoria absoluta en el rally de Tierra de la Rioja y suma dos podios terminando tercero en la clasificación final del certamen mientras que en asfalto consigue un cuarto puesto en Sierra Morena y finaliza noveno en la copa de copilotos. Disputa con el Ford Fiesta R2 su primera prueba del campeonato del mundo, el rally Cataluña donde abandonan.

### Campeón mundial júnior
En 2011 de nuevo con Suárez disputan siete citas de la WRC Academy (conocido anteriormente como mundial júnior). Logran un segundo puesto en Francia, son cuartos en Alemania, décimos en Finlandia y en el resto no puntúan. En España disputan solo tres pruebas sumando tres abandonos y un cuarto puesto en Madrid con un Mitsubishi Lancer Evo X. Al año siguiente repiten en la WRC Academy y consiguen terminar todas las pruebas. Son quintos en Portugal y Grecia; cuartos en Finlandia y logran tres podios, Alemania, Francia y la victoria en el Cataluña consiguiendo así el título mundial.
En 2013 disputan de nuevo el mundial júnior esta vez con menos suerte. A pesar de un buen arranque, segundos en Portugal y victoria en Grecia, son novenos en Finlandia y quintos en Alemania, pero luego abandonan en las dos última citas por lo que solo pudieron ser terceros en la clasificación final por detrás de Yeray Lemes. Disputan varias pruebas del campeonato de España con el Fiesta R2 y logran un quinto puesto en el Sierra Morena como mejor resultado. En la última prueba Cándido compite por primera vez con Pepe López aunque abandonan de manera temprana.
Con Pepe López acude a tres citas del mundial con el Fiesta R2, a cuatro del nacional de tierra y a otras cuatro del nacional de asfalto, certamen este donde también compite con Pablo Pazó en Ferrol y vuelve a sentarse con José Antonio Suárez en el rally de Madrid en un Mitsubishi Lancer Evo X.

### Campeón Peugeot 208 Rally Cup
En 2015 regresa al lado de José Antonio Suárez con el que disputa la Peugeot 208 Rally Cup de Francia donde logran dos cuatro victorias y el título. Entretanto acude a Canarias con la andorrana Amalia Vinyes donde abandonan por avería mecánica y disputa tres citas del nacional de tierra con Francisco Javier Pardo (padre de Javier Pardo) con un Subaru Impreza, logrando un sexto puesto en Navarra y un octavo en Lorca.
Gracias al triunfo en Francia consiguen un asiento en la Peugeot Rally Academy donde participan con un Peugeot 208 T16 en seis citas del WRC 2 durante la temporada 2016. Logran un sexto puesto en Montecarlo como mejor resultado finalizando en la posición vigésimo primera del campeonato.

### Campeón de España en rallyes de tierra

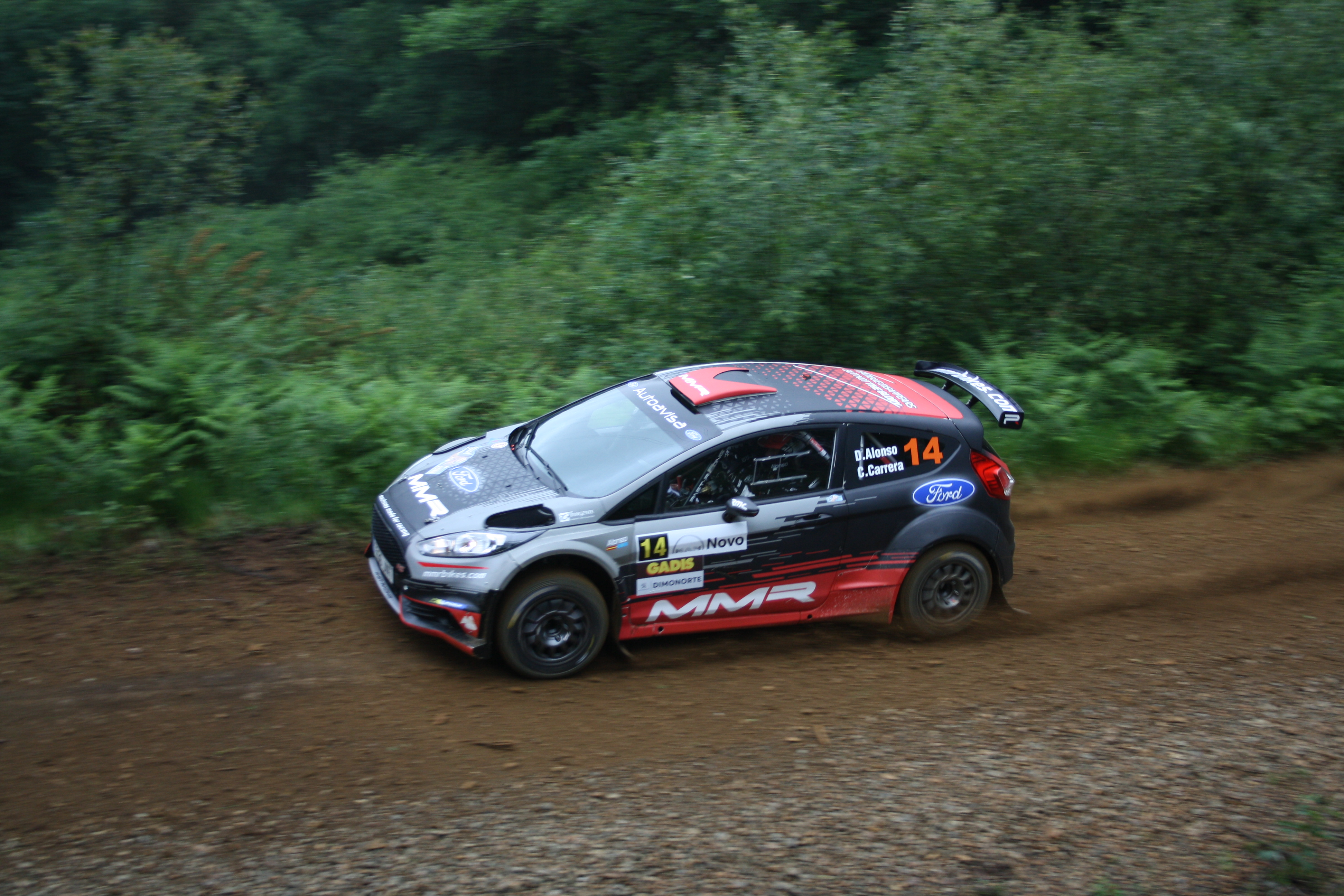
Cándido Carrera en el rally de Terra da Auga de 2018 junto a Daniel Alonso.

En 2017 Suárez y Carrera disputan el campeonato de España de tierra donde logran tres victorias y dos segundos puestos en las cinco participaciones que realizan alzándose con el título. En las dos citas restantes del mismo certamen compite con Daniel Alonso en un Ford Fiesta RS WRC con el que logra un séptimo puesto en Pozoblanco y un nuevo podio en el rally Costa Tropical. Disputa además cuatro pruebas en el nacional de asfalto, una de ellas con el triatleta Iván Raña a los mandos de un Ford Fiesta R2T en el Sierra Morena. Al año siguiente junto a Suárez disputan dicho campeonato casi al completo a bordo de un Hyundai i20 R5 de Hyundai España y se alzan con la victoria en cuatro pruebas: Canarias, Adeje, Princesa de Asturias y Madrid. Logran otro podio en Ferrol y finalizan quintos en la clasificación final. Con Daniel Alonso disputa el rally de la Nucía en un Ford Fiesta R5 y el certamen de tierra completan seis pruebas consiguiendo un segundo puesto en Navarra con un Ford Fiesta RS WRC.
Al año siguiente repite con Alonso con un séptimo puesto en Pozoblanco y un abandono en Lorca, mientras que en asfalto logran un sexto puesto en Ourense. También corre con el exciclista Óscar Freire en tres pruebas en Citroën C3 N5 con resultados discretos y el rally de Madrid con abandono al lado de Delbin García con el que también disputa el Rally Cataluña.
En 2020 alterna de nuevo ambos certámenes con Daniel Alonso sin gran fortuna en ambos. Corre además por primera vez con Emma Falcón en Canarias donde finalizan decimoquintos con el Citroën C3 R5.

### Regreso al WRC
En 2021 empieza la temporada con Daniel Alonso con el que disputa por primera vez tres citas del campeonato de Europa de históricos en un Ford Sierra RS Cosworth 4x4 logrando la victoria en el Rallye Weiz en Austria.
En el mes julio pasa a ser el nuevo copiloto de Dani Sordo, sustituyendo a Borja Rozada, con el que debuta en el Rally Cristian López Herrero logrando la victoria. Posteriormente corre el Acrópolis, Cataluña y Monza, logrando el tercer puesto en las dos últimas. Al año siguiente compite en cinco pruebas sumando tres nuevos podios: Portugal, Cerdeña y Acrópolis.

## Palmarés
- Vencedor de la WRC Academy en 2012 (campeonato del mundo júnior).
- Campeón de España de rallyes de tierra en 2017.
- Campeón de la Peugeot 208 Cup (Francia) en 2015.
- Campeón del Rally de Jordania como copiloto de Nasser Al-Attiyah en 2025

## Resultados

### Campeonato del Mundo de Rally
* Nota: NC: no clasificado. En la WRC Academy no disputaban todos los tramos de cada prueba por lo que no entraban en la clasificación final.

| Año  | Piloto              | Automóvil               | 1      | 2   | 3       | 4      | 5       | 6       | 7       | 8      | 9       | 10    | 11      | 12      | 13      | 14    | Pos. | Puntos |
| ---- | ------------------- | ----------------------- | ------ | --- | ------- | ------ | ------- | ------- | ------- | ------ | ------- | ----- | ------- | ------- | ------- | ----- | ---- | ------ |
| 2010 | José Antonio Suárez | Ford Fiesta R2          | SWE    | MEX | JOR     | TUR    | NZL     | POR     | BUL     | FIN    | DEU     | JPN   | FRA     | ESP Ret | GBR     |       | NC   | 0      |
| 2011 | José Antonio Suárez | Ford Fiesta R2          | SWE    | MEX | POR Ret | JOR    | ITA Ret | ARG     | GRE     | FIN NC | GER NC  | AUS   | FRA NC  |         | GBR NC  |       | NC   | 0      |
| 2011 | Nicolás Fuch        | Mitsubishi Lancer Evo X |        |     |         |        |         |         |         |        |         |       |         | ESP 31  |         |       | NC   | 0      |
| 2012 | José Antonio Suárez | Ford Fiesta R2          | MON    | SWE | MEX     | POR NC | ARG     | GRE NC  | NZL     | FIN NC | GER NC  | GBR   | FRA NC  | ITA     | ESP NC  |       | NC   | 0      |
| 2013 | José Antonio Suárez | Ford Fiesta R2          | MON    | SWE | MEX     | POR NC | ARG     | GRE DES | ITA     | FIN NC | GER NC  | AUS   | FRA Ret | ESP Ret | GBR     |       | NC   | 0      |
| 2014 | Pepe López          | Ford Fiesta R2          | MON    | SWE | MEX     | POR    | ARG     | ITA     | POL Ret | FIN 53 | DEU     | AUS   | FRA     | ESP 29  | GBR     |       | NC   | 0      |
| 2015 | José Antonio Suárez | Peugeot 208 T16         | MON    | SWE | MEX     | ARG    | POR     | ITA     | POL     | FIN    | DEU     | AUS   | FRA     | ESP 56  | GBR     |       | NC   | 0      |
| 2016 | José Antonio Suárez | Peugeot 208 T16         | MON 17 | SWE | MEX     | ARG    | POR 21  | ITA Ret | POL     | FIN    | GER 14  | CHN C | FRA Ret | ESP 37  | GBR 27  | AUS   | NC   | 0      |
| 2018 | José Antonio Suárez | Hyundai i20 R5          | MON    | SWE | MEX     | FRA    | ARG     | POR     | ITA     | FIN    | GER Ret | TUR   | GBR     | ESP Ret | AUS     |       | NC   | 0      |
| 2019 | Delbín García       | Peugeot 208 R2          | MON    | SWE | MEX     | FRA    | ARG     | CHI     | POR     | ITA    | FIN     | GER   | TUR     | GBR     | ESP 30  | AUS C | NC   | 0      |
| 2021 | Dani Sordo          | Hyundai i20 Coupe WRC   | MON    | ART | CRO     | POR    | ITA     | SAF     | EST     | YPR    | GRE 4   | FIN   | ESP 3   | MON 3   |         |       | 9.º  | 50     |
| 2022 | Dani Sordo          | Hyundai i20 N Rally1    | MON    | SWE | CRO     | POR 3  | ITA 3   | SAF     | EST     | FIN    | YPR     | GRE 3 | NZL     | ESP 5   | JAP Ret |       | 8.º  | 59     |
| 2023 | Dani Sordo          | Hyundai i20 N Rally1    | MON 7  | SWE | MEX 5   | CRO    | POR     | ITA     | SAF     | EST    | FIN     | GRE   | CHI     | EUR     | JAP     |       | 9.º  | 17     |

### WRC Academy / JWRC
| Año  | Piloto              | Automóvil      | 1       | 2       | 3      | 4     | 5       | 6       | Pos. | Puntos |
| ---- | ------------------- | -------------- | ------- | ------- | ------ | ----- | ------- | ------- | ---- | ------ |
| 2011 | José Antonio Suárez | Ford Fiesta R2 | POR Ret | ITA Ret | FIN 10 | GER 4 | FRA 2   | GBR 11  | 9.º  | 32     |
| 2012 | José Antonio Suárez | Ford Fiesta R2 | POR 5   | GRE 5   | FIN 4  | GER 2 | FRA 2   | ESP 1   | 1.º  |        |
| 2013 | José Antonio Suárez | Ford Fiesta R2 | POR 2   | GRE 1   | FIN 9  | GER 5 | FRA Ret | ESP Ret | 3.º  | 69     |

### Resultados Campeonato de España de asfalto
| Año  | Piloto              | Automóvil                | 1       | 2       | 3       | 4       | 5       | 6       | 7       | 8       | 9       | 10      | 11      | Pos. | Puntos |
| ---- | ------------------- | ------------------------ | ------- | ------- | ------- | ------- | ------- | ------- | ------- | ------- | ------- | ------- | ------- | ---- | ------ |
| 2005 | Óscar Garre         | Citroën C2 GT            | VIL     | CNR     | CAN 31  | RBX 36  | OUR     | AVI 20  | FRR 11  | LLA     | PDA     |         |         |      |        |
| 2006 | Óscar Garre         | Citroën C2 GT            | VIL     | CNR     | CAN Ret | RBX     | OUR 13  | AVI 15  | PDA     | FRR Ret | LLA 14  | CBR 13  |         |      |        |
| 2007 | Óscar Garre         | Peugeot 206 XS           | VIL 14  | CNR 14  | CAN 19  | RBX 10  | OUR 10  | FRR     | PDA     | LLA 13  | CBR 15  |         |         |      |        |
| 2008 | Óscar Garre         | Peugeot 207 S2000        | VIL 4   | CNR 4   | CAN Ret | RBX     |         |         |         |         |         |         |         | 9.º  | 24     |
| 2008 | Roberto Reiriz      | Subaru Impreza STi       |         |         |         |         | OUR 31  | FRR Ret | PDA Ret | LLA     |         |         |         | 9.º  | 24     |
| 2008 | Diego Cabanela      | Mitsubishi Lancer Evo IX |         |         |         |         |         |         |         |         | SRM 7   | CBR     | SHA     | 9.º  | 24     |
| 2009 | Antonio Pérez       | Ford Puma                | VIL     | CNR     | CAN     | RBX     | OUR Ret | FRR     | PDA     | LLA     |         |         |         | -    | 0      |
| 2009 | José Antonio Suárez | Citroën C2 GT            |         |         |         |         |         |         |         |         | SRM Ret |         | SHA 17  | -    | 0      |
| 2009 | Julio Borja         | Ford Escort RS 2000      |         |         |         |         |         |         |         |         |         | CBR 39  |         | -    | 0      |
| 2010 | José Antonio Suárez | Renault Clio R3          | VIL 15  |         | CAN Ret | RBX 10  | OUR 11  |         | PDA Ret | LLA 7   | SRM 4   | RCM 13  |         | 9.º  | 103    |
| 2010 | José Antonio Suárez | Mitsubishi Lancer Evo X  |         | CNR Ret |         |         |         | FRR 6   |         |         |         |         |         | 9.º  | 103    |
| 2011 | Melchor Caminal     | Suzuki Swift Sport       | VIL     | CNR     | CAN     | RBX Ret |         |         |         |         |         |         |         |      |        |
| 2011 | José Antonio Suárez | Ford Fiesta R2           |         |         |         |         | OUR Ret | FRR     |         |         |         |         |         |      |        |
| 2011 | José Antonio Suárez | Citroën C2 R2 Max        |         |         |         |         |         |         | PDA Ret | LLA     | SRM     |         |         |      |        |
| 2011 | José Antonio Suárez | Mitsubishi Lancer Evo X  |         |         |         |         |         |         |         |         |         | RCM 4   |         |      |        |
| 2012 | José Antonio Suárez | Ford Fiesta R2           | CNR     | CAN     | RBX     | OUR Ret | FRR     | PDA     |         |         |         |         |         | -    | 0      |
| 2012 | José Antonio Suárez | Citroën C2 R2 Max        |         |         |         |         |         |         | LLA Ret | SRM     | RCM     |         |         | -    | 0      |
| 2013 | José Antonio Suárez | Ford Fiesta R2           | CNR 11  | CAN 9   | RIA     | OUR Ret | FER     | PDA 6   | LLA 8   | SMO 5   |         |         |         | 10.º | 92     |
| 2013 | Pepe López          | Mitsubishi Lancer Evo X  |         |         |         |         |         |         |         |         | RCM Ret |         |         | 10.º | 92     |
| 2014 | Pepe López          | Ford Fiesta R2           | CNR     | SMO Ret | RBX 25  | OUR     | BIE Ret |         | PDA     | LLA 25  | CAN     |         |         |      |        |
| 2014 | Pablo Pazó          | Suzuki Swift Sport       |         |         |         |         |         | FER 20  |         |         |         |         |         |      |        |
| 2014 | José Antonio Suárez | Mitsubishi Lancer Evo X  |         |         |         |         |         |         |         |         |         | MAD Ret |         |      |        |
| 2015 | Amalia Vinyes       | Ford Fiesta R2           | VDA     | CNR Ret | SMO     | RBX     | OUR     | FER     | PDA     | LLA     | MAD     |         |         | -    | 0      |
| 2017 | Iván Raña           | Ford Fiesta R2T          | SMO 38  |         |         |         |         |         |         |         |         |         |         |      |        |
| 2017 | José Antonio Suárez | Peugeot 208 T16          |         | CAN 10  | ADE     | OUR Ret | FER     | PDA     | LLA     | CAN     | MED     | MAD     |         |      |        |
| 2018 | José Antonio Suárez | Hyundai i20 R5           | COC     | SMO Ret | CAN 1   | ADE 1   | OUR Ret | FER 2   | PDA 1   | LLA Ret | CAN     |         | MAD 1   | 5.º  | 179    |
| 2018 | Daniel Alonso       | Ford Fiesta R5           |         |         |         |         |         |         |         |         |         | MED Ret |         | 5.º  | 179    |
| 2019 | Daniel Alonso       | Ford Fiesta R5           | SMO     | CAN     | ADE     | OUR 6   | COC     | FER     |         |         |         |         |         |      |        |
| 2019 | Óscar Freire        | Citroën C3 N5            |         |         |         |         |         |         | PDA 14  | LLA 12  | CAN Ret | MED     |         |      |        |
| 2019 | Delbin García       | Peugeot 208 R2           |         |         |         |         |         |         |         |         |         |         | MAD Ret |      |        |
| 2020 | Daniel Alonso       | Citroën C3 N5            | OUR Ret | FER 35  | PDA     |         |         |         |         |         |         |         |         |      |        |
| 2020 | Daniel Alonso       | Ford Fiesta Rally2       |         |         |         | MED 16  |         |         |         |         |         |         |         |      |        |
| 2020 | Emma Falcón         | Citroën C3 R5            |         |         |         |         | CAN 15  | MAD     |         |         |         |         |         |      |        |

### Campeonato de España de Rallyes de tierra
| Año  | Equipo                 | Automóvil                | 1       | 2       | 3       | 4       | 5       | 6      | 7       | 8       | Posi. | Puntos |
| ---- | ---------------------- | ------------------------ | ------- | ------- | ------- | ------- | ------- | ------ | ------- | ------- | ----- | ------ |
| 2006 | Andrés Manzano         | Peugeot 206 XS           | ALC     | GRA     | ORE     | GUI     | ECI 26  | ECI 16 | CAC     | CAC     | -     | 0      |
| 2007 | Andrés Manzano         | SEAT Ibiza 1.8T          | GUI Ret | LAN Ret | LAN Ret |         |         |        |         |         | -     | 0      |
| 2007 | Andrés Manzano         | Peugeot 206 XS           |         |         |         | OUR Ret | PAL     | MAD    | MAD     | CAB     | -     | 0      |
| 2008 | Óscar Garre            | Peugeot 206              | POZ 14  | NAV     | GUI Ret |         |         |        |         |         |       |        |
| 2008 | Álvaro Muñiz           | Mitsubishi Lancer Evo IX |         |         |         | LAN 15  | LAN 9   | VIL    |         |         |       |        |
| 2008 | Albert Llovera         | Fiat Stilo Abarth        |         |         |         |         |         |        |         | CAB Ret |       |        |
| 2009 | José Antonio Suárez    | Mitsubishi Lancer Evo X  | PAL     | GUI     | LAN     | LAN     | CAN     | CAN    | ECA Ret |         | -     | 0      |
| 2010 | José Antonio Suárez    | Mitsubishi Lancer Evo X  | HUE 6   | POZ Ret | POZ 6   | GUI 10  | CAB Ret | RIO 2  | RIO 1   |         | 3.º   | 122    |
| 2013 | Pepe López             | Mitsubishi Lancer Evo IX | CER     | LOR     | URG     | BIE     | SER     | BIE 5  |         |         | 21.º  | 23     |
| 2014 | Pepe López             | Ford Fiesta R2           | LOR Ret | GAL Ret | AND     | BIE Ret | CER 20  | RIO    |         |         |       |        |
| 2015 | Francisco Javier Pardo | Subaru Impreza GT        | LOR 8   | NAV 6   | GAL     | BIE Ret | CER     | EXT    | MAL     |         |       |        |
| 2017 | José Antonio Suárez    | Peugeot 208 N5           | LOR 1   | NAV 2   | GAL 1   | CER 2   | EXT 1   |        |         |         | 1.º   | 192    |
| 2017 | Daniel Alonso          | Ford Fiesta RS WRC       |         |         |         |         |         | POZ 7  | CTG 3   |         | 1.º   | 192    |
| 2018 | Daniel Alonso          | Ford Fiesta R5           | LOR 8   | POZ     | VOL     | TDA 5   |         |        |         | MAD 5   | 5.º   | 150    |
| 2018 | Daniel Alonso          | Ford Fiesta RS WRC       |         |         |         |         | CER 4   | NAV 2  | GRA 4   |         | 5.º   | 150    |
| 2019 | Daniel Alonso          | Ford Fiesta RS WRC       | LOR Ret |         |         |         |         |        |         |         | 29.º  | 19     |
| 2019 | Daniel Alonso          | Ford Fiesta R5           |         | POZ 7   | NAV     | TDA     | AST     | GRA    | VOL     |         | 29.º  | 19     |
| 2020 | Daniel Alonso          | Citroën C3 N5            | LOR 16  | AUG     |         |         |         |        |         |         | -     | 0      |
| 2020 | Daniel Alonso          | Ford Fiesta Rally2       |         |         | MAD Ret |         |         |        |         |         | -     | 0      |

## Vida personal
Ha practicado diferentes actividades deportivas como el fútbol, tenis, escalada, triatlón, kayak o ciclismo. También ha participado en pruebas de raids de orientación donde fue subcampeón de España y fue director de carrera del Rally Sur do Condado. Trabajó de mecánico y es socio en la cooperativa vitivinícola Eidosela Albariño.
Un pabellón deportivo de su pueblo natal lleva su nombre.